# ハーケン (登山用品)

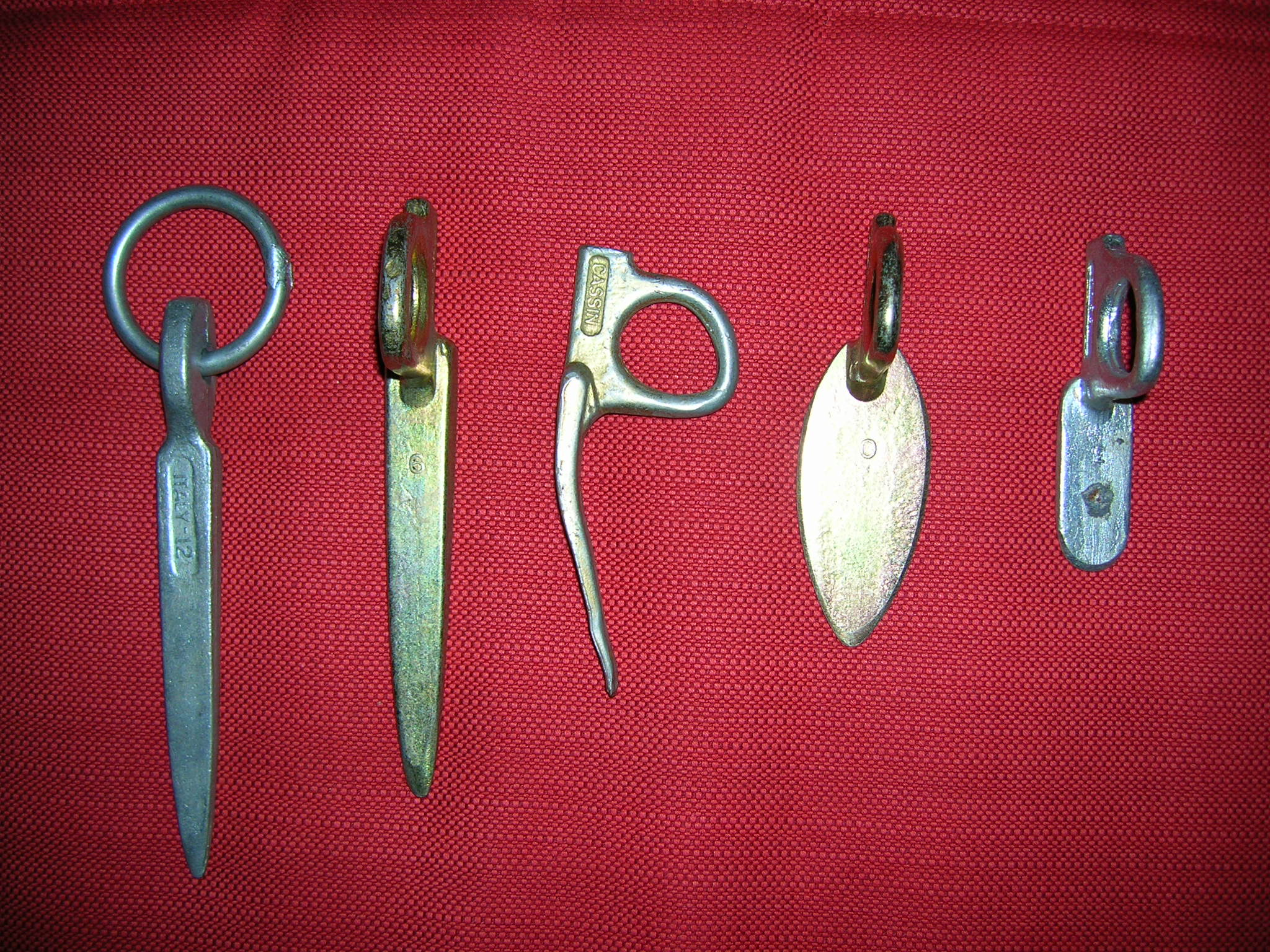
ハーケン

ハーケン（haken）は登山道具のひとつ。鉤状になっており、岸壁の割れ目（クラック）に打ち込んで使用する。ドイツ語由来である。1990年現在ではフランス語由来のピトン（piton）と呼ばれることも多くなり、またペグ（peg）と呼ばれることもある。

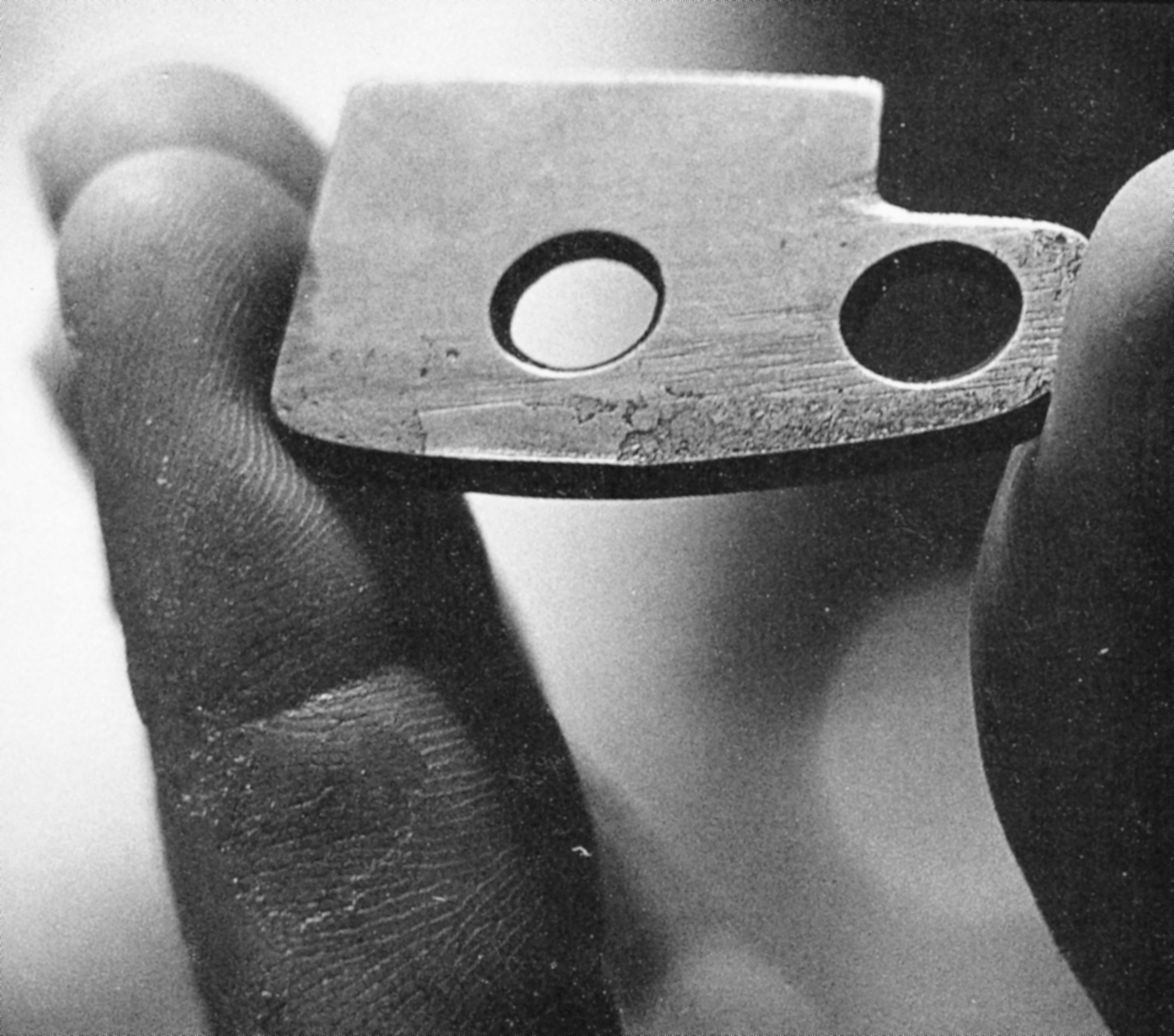
ラープ

岩の割れ目は自然の造形物であり、大きさも形状も多種多様であるから、多種多様な製品が販売されている。薄くて浅いクラック用の薄くてクロムモリブデン鋼でできた製品をラープ、手足が入る程大きいクラック用のジュラルミン製で大型の製品をボンボンと呼ぶことがある。

## クラック用ハーケンの歴史
原始的なハーケンは額縁を掛けるL字の鉤状であり、未だカラビナは発明されていなかったため、カラビナを通す穴はなかった。L時型の折れ曲がった部分を上に向けてそこにクライミングロープをただ掛けるだけで使っていたようであるが、これだけでは危険なためロープを掛けてからL字型の角を下から叩き曲げてロープを巻き込んだようにしたこともある。
やがて頭部に穴を開けて細い紐を通して輪とし、身体につけたロープをほどいてこの輪に通すようになり、また紐の輪の代わりに金属製の丸環をつけたリングハーケンが製造されるようになった。さらにはハンス・フィーヒトルが頭部に大きく固定的な穴を持つフィーヒトル・ハーケンを開発し、時代とともに小改良はされつつも、これが現在でも使用されている。
ハンス・フィーヒトルの山岳仲間であったオットー・ヘルツォーク（Otto Herzog）は消防署員がカラビナを使用しているのを偶然見かけて登山用に使うことを思いついて実際の登攀に使えるよう改良、また山岳仲間のハンス・デュルファー（Hans Dülfer）もデュルファージッツと呼ばれるクライミングロープによる懸垂下降法を考え出し、カラビナやロープの進歩と相まってハーケンの効果が発揮されるようになった。
しかしハーケンやカラビナを使用することを拒否した者もいて、特にパウル・プロイス（Paul Preuss）は、突然襲いかかって来る危険に際してのみその使用が正当化されるとしていたが1913年に墜死した。信条こそ違えど親友だったハンス・デュルファーはその墓の前で子どものように泣いたという。
1957年から1967年の間にイヴォン・シュイナードが種類やサイズを増やし、ほぼ網羅した。
1960年にはラープ（Rurp）と呼ばれる実用限界ぎりぎりに薄いハーケンが開発された。これは通常のハーケンでは打ち込めないほど細くて浅い岸壁の割れ目が多いヨセミテカットピナクル西壁初登攀のために開発され、必要な強度を確保するためクロムモリブデン鋼製である。

## アイスハーケンの歴史
ウィリー・ヴェルツェンバッハ（Willi Welzenbach）は氷に打ち込むためのアイスハーケンを考案した。平型で先端が鋭く尖り、抜け防止に刻みがついて、カラビナ装着用に環がついているリングハーケンの一種である。1924年7月に自らグロース・ヴィスバッハホルン北西壁登攀に持ち込んで実用し、特に上部の氷によるオーバーハング部分で有効であったという。その後も次々に北壁に挑戦、その実用性が証明され、以後氷壁や北壁の登攀がさかんになった。
1938年のアイガー北壁初登でも有効に使用されたが、この時にはV字アングル型になっており、ヴェルツェンバッハ型と比較して格段に強度が上がっていた。
1939年には、ミュンヘンで1913年に開店したスポーツ店シュスターにより、リング型ハーケンの一種で断面が弓形に湾曲したユンゲル・アイスハーケンが発明された。
1936年頃にはイタリアでパイプ型ハーケンが作られ、第二次世界大戦後に何箇所か縦にスリットの開いた特徴的なパイプ型ハーケンがアッテンホーファーにより売り出された。これは1950年に渡欧した水野祥太郎が1951年日本に持ち帰っている。
1960年代にはオーストリアのスチュバイが、直径6mm程度の鉄製丸棒の先端を螺旋状にした筒型スクリュー式アイスハーケンを開発、硬い氷の場合は従前のハーケンを打ち込むと砕けてしまうことがあったがその悩みを解決した。特に日本では氷壁登攀の多くを氷瀑登攀が占めるため多く使われている。